# Giorgio Parisi
Giorgio Parisi (* 4. srpna 1948, Řím) je italský teoretický fyzik věnující se zejména kvantové teorii pole, statistické mechanice, kvantové chromodynamice a komplexním systémům. V roce 2021 získal Nobelovu cenu za fyziku, za „průlomové příspěvky k pochopení složitých fyzikálních systémů, pro něž je charakteristická nahodilost a chaos“. Cenu získal spolu s Klausem Hasselmannem a Syukuro Manabem. Parisi konkrétně objevil „skryté vzorce“, kterými se řídí zdánlivě náhodné jevy, což pomohlo pochopit fungování různých komplexních systémů, včetně například zemského klimatu, jak zdůraznil Nobelův výbor. Svůj hlavní objev evoluční rovnice kvantové chromodynamiky publikoval spolu s Guido Altarellim roku 1977, tzv. Kardar–Parisi–Čangovu rovnici, nelineární stochastickou parciální diferenciální rovnici, v roce 1986 spolu s Mehranem Kardarem a I-Čcheng Čangem. S tou druhou lze mimo jiné popsat zákonitosti pohybu hejn ptáků.
Vystudoval na Univerzitě La Sapienza v Římě, absolvoval v roce 1970 pod vedením Nicoly Cabibba. Poté byl výzkumným pracovníkem Laboratori Nazionali di Frascati (1971–1981) a hostujícím vědcem na Kolumbijské univerzitě (1973–1974), Institut des hautes études scientifiques (1976–1977) a École Normale Supérieure (1977–1978). Od roku 1981 do roku 1992 byl řádným profesorem teoretické fyziky na římské Tor Vergata (Università degli Studi di Roma "Tor Vergata") a nyní je profesorem kvantových teorií na univerzitě Sapienza v Římě.